# 주반식
영혜왕 주반식(寧惠王 朱盤烒, 1395년 ~ 1437년)은 중국 명나라의 황족 종실이며 명 태조 홍무제 주원장의 서손자(庶孫子)이자 영헌왕 주권(寧獻王 朱權)의 적장남(嫡長男)이다.

## 생애
그는 일찍이 조부 명 태조 홍무제 주원장과 큰아버지 영락제 주체와 사촌 형 인종 홍희제 주고치의 총애를 누누이 받았고 이후 5촌 종조카 선종 선덕제 주첨기와 두 이복 종손자 영종 주기진과 대종 경태제 주기옥의 공경을 한몸에 받았지만 1437년 천연두에 걸려 향년 42세로 훙서(薨逝)하였기에 아버지 영헌왕 주권(寧獻王 朱權)보다 먼저 세상을 떠남으로 인하여 그의 슬하 2남 중 적출 장남(嫡出 長男)인 주전배(朱奠培)가 1448년을 기하여 영헌왕 주권(寧獻王 朱權)의 작위를 대신 상속 세습하였다.
한편 영혜왕 주반식 그의 슬하 2남 중 서출 차남(庶出 次男)도 유아기 시절에 홍역 발병으로 인하여 일찍 죽었다.